# Радио 101.2
Радио 101.2 — бывшая белорусская радиостанция, вещавщая из Минска. Радиостанция работала в 1995 и 1996 годах на частоте 101.2 FM, передавая новости, не аффилированные с повесткой дня Совета Министров Республики Беларусь. Редакция была сформирована в своём большинстве из числа сотрудников закрытой властями в 1994 году радиостанции «Беларуская маладзёжная» (Лявон Вольский, Дмитрий Подберезский, Кася Камоцкая, Александр Помидоров и другие).
Фонды «Открытое Общество» помогли с приобретением оборудования на этапе становления СМИ. В 1996 году власти заявили, что радио 101.2 и её частота мешают радиосвязи минской милиции. Аргументация была следующей: «С целью исключения помех в приёмных каналах ЦС РТС „Алтай“ эксплуатацию передатчика на частоте 101,2 МГц с использованием АФС на опоре по адресу: ул. Коммунистическая, 6 прекратить с 1 сентября 1996 г. Нач. БелГИЭ В. А. Никонов». При этом известно, что милицейские радиостанции типа «Алтай» работают в диапазоне 300—344 МГц.
Радиостанция была закрыта по формально-техническим причинам, а её частота была отдана на откуп Белорусскому республиканскому союзу молодёжи, занявшую её радио «Стиль», а впоследствии «Пилотом FM», и никаких проблем вещание на данной частоте не создавало. В то же время независимые эксперты пришли к выводу, что это был всего лишь ещё один предлог подавления свободы массовой информации в Беларуси режимом Лукашенко.

## Оценки
Музыкальный критик Дмитрий Подберезкий в 2000 году свидетельствовал, что пример Радио 101.2 показал общественности, что белорусское может быть прибыльным, так как «дело в качестве музыке и профессионализме ди-джеев».